# Дискографія Creedence Clearwater Revival
Дискографія Creedence Clearwater Revival, англійського рок-гурту, складається з тринадцяти студійних альбомів, п'ятьох концертних альбомів, десятьох збірок, десятьох міні-альбомів і тридцяти семи синглів на лейблах Fiction Records і Geffen Records. Вони також випустили десять альбомів та сорок три музичних відео.
Гурт був утворений в Ель Серріто, Каліфорнія братами Джоном (вокал і гітара) і Томом Фогерті (гітара), Дугом Кліффордом (ударні) і Стю Куком (бас-гітара). Їх дебютний альбом Creedence Clearwater Revival (1968), випущений Fantasy Records досяг 52 позиції в американському чарті Billboard 200. Другий альбом Bayou Country (1969) потрапив в Топ 10 в США і посів перший рядок у Франції. Green River (1969) був першим альбомом гурту, який досяг верхньої позиції в Billboard 200. Три місяці по тому вийшов Willy and the Poor Boys, який досяг першої позиції в Франції і Топ 10 у Великій Британії. Наступна робота гурту, Cosmo's Factory (1970), стала їх найуспішнішим студійним альбомом, очоливши чарти США, Великої Британії, Канади, Норвегії, Франції та Австралії.
Маятник (1970) був останнім альбомом з Томом Фогерті, який покинув гурт через розбіжності з іншими учасниками. Альбом зайняв перше місце у Франції, Австралії та Норвегії. Останній альбом Creedence Clearwater Revival Mardi Gras (1972) не домогтися успіху своїх попередників. В Сполучених Штатах не досягти вершини 10, в той час як у Великій Британії не увійшов в чарти. В жовтні 1972 року гурт оголосив про розпад через проблеми між його учасниками.
Після групового розколу, Фентезі випустив два концертні альбоми та кілька збірок, в тому числі Хроніки, т. 1, яка на сьогоднішній день заробив вісім платинових сертифікатів від RIAA. Члени групи продовжували свою музичну кар'єру: брати Фогерти почав сольну кар'єру (Том помер в 1990 році), 1 травня під час Кук і Кліффорд сформували групу данини Creedence Clearwater Revisited

## Студійні альбоми
| Рік  | Альбом                                                           | Найвищі позиції в чартах | Найвищі позиції в чартах | Найвищі позиції в чартах | Найвищі позиції в чартах | Найвищі позиції в чартах | Найвищі позиції в чартах | Найвищі позиції в чартах | Найвищі позиції в чартах | Найвищі позиції в чартах | Найвищі позиції в чартах | Найвищі позиції в чартах | Найвищі позиції в чартах | Найвищі позиції в чартах | Найвищі позиції в чартах | Сертифікації |
| Рік  | Альбом                                                           | US                       | AU                       | AT                       | BE                       | CA                       | DK                       | DE                       | ES                       | FR                       | IT                       | JP                       | NL                       | NO                       | UK                       | Сертифікації |
| ---- | ---------------------------------------------------------------- | ------------------------ | ------------------------ | ------------------------ | ------------------------ | ------------------------ | ------------------------ | ------------------------ | ------------------------ | ------------------------ | ------------------------ | ------------------------ | ------------------------ | ------------------------ | ------------------------ | ------------ |
| 1968 | Creedence Clearwater Revival - Реліз: 11 травня - Лейбл: Fantasy | —                        | —                        | —                        | —                        | —                        | —                        | —                        | —                        | —                        | —                        | —                        | —                        | —                        | —                        |              |
| 1969 | Bayou Country - Реліз: 18 квітня - Лейбл: Fantasy                | —                        | —                        | —                        | —                        | —                        | —                        | —                        | —                        | —                        | —                        | —                        | —                        | —                        | —                        |              |
| 1969 | Green River - Реліз: 10 квітня - Лейбл: Fantasy                  | —                        | —                        | —                        | —                        | —                        | —                        | —                        | —                        | —                        | —                        | —                        | —                        | —                        | —                        |              |
| 1969 | Willy and the Poor Boys - Реліз: 3 травня - Лейбл: Fantasy       | —                        | —                        | —                        | —                        | —                        | —                        | —                        | —                        | —                        | —                        | —                        | —                        | —                        | —                        |              |
| 1970 | Cosmo's Factory - Реліз: 30 квітня - Лейбл: Fantasy              | —                        | —                        | —                        | —                        | —                        | —                        | —                        | —                        | —                        | —                        | —                        | —                        | —                        | —                        |              |
| 1970 | Pendulum - Реліз: 26 серпня - Лейбл: Fantasy                     | —                        | —                        | —                        | —                        | —                        | —                        | —                        | —                        | —                        | —                        | —                        | —                        | —                        | —                        |              |
| 1972 | Mardi Gras - Реліз: 25 травня - Лейбл: Fantasy                   | —                        | —                        | —                        | —                        | —                        | —                        | —                        | —                        | —                        | —                        | —                        | —                        | —                        | —                        |              |

## Сингли
| 1980                                         | «Porterville»                 | —  | — | —  | —  | —  | —  | —  | —  | —  | — | —  | —  | —  | Seventeen Seconds         |
| 1981                                         | «Susie Q»                     | 88 | — | —  | —  | —  | —  | 10 | —  | —  | — | —  | —  | 11 | Faith                     |
| 1981                                         | «I Put a Spell on You»        | —  | — | —  | —  | —  | —  | 72 | 3  | —  | — | —  | —  | —  | Неальбомний сингл         |
| 1982                                         | «Proud Mary»                  | 5  | 1 | —  | 8  | 13 | 22 | 2  | 8  | 4  | 6 | 1  | —  | —  | Неальбомний сингл         |
| 1983                                         | «Born on the Bayou»           | 34 | — | —  | —  | —  | —  | —  | —  | —  | — | —  | —  | —  | Неальбомний сингл         |
| 1983                                         | «Bad Moon Rising»             | 6  | 8 | 4  | 1  | 1  | —  | 5  | 10 | 8  | 3 | 1  | 9  | —  | Неальбомний сингл         |
| 1984                                         | «Lodi»                        | 51 | — | —  | —  | —  | —  | 59 | —  | —  | — | —  | —  | —  | The Top                   |
| 1985                                         | «Green River»                 | 16 | 5 | 23 | 19 | —  | 25 | 5  | —  | 8  | — | 5  | —  | —  | The Head on the Door      |
| 1985                                         | «Commotion»                   | 7  | — | 30 | —  | —  | —  | —  | 12 | —  | — | —  | —  | —  | The Head on the Door      |
| 1986                                         | «Down on the Corner»          | 26 | 9 | 17 | 31 | —  | —  | 9  | 8  | 2  | — | 3  | —  | —  | Неальбомний сингл         |
| 1987                                         | «Fortunate Son»               | —  | — | 29 | —  | —  | 61 | 27 | 25 | —  | — | —  | 54 | —  | Kiss Me, Kiss Me, Kiss Me |
| 1987                                         | «Travelin' Band»              | 77 | 8 | —  | 8  | 8  | 17 | —  | 57 | 4  | 4 | 5  | —  | —  | Kiss Me, Kiss Me, Kiss Me |
| 1987                                         | «Who'll Stop the Rain»        | 89 | — | —  | —  | —  | —  | 25 | 1  | 15 | — | —  | 40 | —  | Kiss Me, Kiss Me, Kiss Me |
| 1988                                         | «Up Around the Bend»          | —  | 3 | —  | 3  | 3  | 27 | —  | 79 | 3  | 2 | 7  | 68 | —  | Kiss Me, Kiss Me, Kiss Me |
| 1989                                         | «Run Through the Jungle»      | 28 | — | 15 | —  | —  | —  | 7  | 8  | —  | — | —  | 74 | 23 | Disintegration            |
| 1989                                         | «Lookin' Out My Back Door»    | —  | 1 | —  | —  | —  | 10 | —  | —  | 2  | 1 | 2  | 46 | 1  | Disintegration            |
| 1989                                         | «Long as I Can See the Light» | 82 | — | 38 | 20 | 15 | —  | —  | 48 | —  | 5 | 18 | 2  | 2  | Disintegration            |
| «—» ставиться, якщо сингл не потрапив в чарт |                               |    |   |    |    |    |    |    |    |    |   |    |    |    |                           |